# René Caron (homme politique)
Pour les articles homonymes, voir René Caron et Caron.
René François Caron est un homme politique français, né à Paris 6e le 8 juillet 1861, et mort le 26 octobre 1930 au château de Roche à Arc-et-Senans.

## Biographie
René Caron est le fils d'Amédée Caron, ingénieur des arts et manufactures, maître de forges, sous directeur de l'École centrale, industriel, et d'Anne Alexandrine dite Nancy Nicolas de Meissas. Il épouse en 1893 Anne Marie Jacquard d'une famille de banquiers bisontins. 
Installé à Arc-et-Senans (Doubs), il s'engage d'abord dans le syndicalisme agricole. Il est ainsi président de l'Union des syndicats agricoles du Doubs. Il participe aussi à la création de caisses rurales sur le modèle de Raiffeisen, et sera même président de l'Union des caisses rurales et ouvrières de France (UCROF) à la mort de Louis Durand en 1916. 
Catholique convaincu, il est aussi un militant politique. Président départemental de l'Action libérale populaire, il est battu aux élections législatives de 1914 par Albert Metin. En 1919, il est élu député du Doubs. En 1924, il ne se représente pas.
Il siège dès ses débuts en 1903 au conseil d'administration de la Presse libérale franc-comtois, qui publie le quotidien catholique L'Éclair comtois et le préside de 1926 à sa mort. Il préside aussi l'Union catholique diocésaine, fondée en 1924 en réaction à la politique anticléricale du cartel des gauches. 
Il est chevalier de Saint-Grégoire-le-Grand.

## Sources
- « René Caron (homme politique) », dans le Dictionnaire des parlementaires français (1889-1940), sous la direction de Jean Jolly, PUF, 1960 [détail de l’édition]

- Ressource relative à la vie publique :   - Base Sycomore